# Mortal Shell
Mortal Shell è un videogioco soulslike pubblicato nel 2020 per PlayStation 4, Xbox One e Microsoft Windows. Nel 2021 è stata distribuita una versione per PlayStation 5 e Xbox Series X/S dal titolo Mortal Shell: Enhanced Edition. Nel 2022 il gioco è stato pubblicato per Nintendo Switch come Mortal Shell: Complete Edition, comprensivo del contenuto scaricabile The Virtuous Cycle.
Nel 2025 è stato annunciato un sequel del gioco, Mortal Shell II.